# داچ‌تاون (سنت لوئیس)
داچ‌تاون (به انگلیسی: Dutchtown) یک محله در ایالات متحده آمریکا است که در سنت لوئیس، میزوری واقع شده‌است. نام آن را به زبان «هلندی» از دویچ، یعنی «آلمانی» گرفته‌اند، زیرا در اوایل قرن ۱۹ جنوب داون‌تاون سنت لوئیس محل سکونت آلمانی-آمریکایی‌ها در این شهر بود. این مکان اصلی مدرسه علمی کنکوردیا (قبل از نقل مکان به کلیتون، میسوری) بود و در برگیرنده انتشارات کنکوردیا، بیمارستان لوتران و سایر سازمان‌های اجتماعی آلمان بود. انجمن فرهنگی آلمان همچنان مقر خود را در آنجا دارد. کلیسای کاتولیک سنت آنتونی پادوا بر فراز این محله قرار دارد و نمادی از محله است.
داچ‌تاون ۱۵٬۳۵۶ نفر جمعیت دارد.